# Cremosperma
Cremosperma es un género con 28 especies de plantas herbáceas perteneciente a la familia Gesneriaceae. Es originario de América.

## Descripción
Son pequeñas hierbas perennifolias de hábitos terrestres o epífitas. Los tallos son leñosos y suaves, cortos, erguidos, ascendientes o reptantes. Las hojas opuestas o verticiladas en raras ocasiones, pecioladas , enteras o incisas. Las pocas inflorescencias, salen de las axilas de las hojas superiores, en umbela o cimas. Las flores son pequeñas, generalmente con pedicelos cortos. Cáliz con un tubo con 10 costillas, lóbulos cortos. Corola pequeña (2 cm o menos), de color amarillo, blanco o rojizo, manchado de vez en cuando; cilíndrica de embudo. El fruto es una cápsula subglobosa, membranosa, dehiscente en forma irregular.

## Distribución y hábitat
Se distribuyen  desde la cordillera de los Andes en Perú a Panamá, donde crece en humus húmedo o en el musgo en pendientes, piedras,  o la cubierta de árboles, por lo general a grandes alturas.   

## Taxonomía
El género fue descrito por George Bentham  y publicado en Plantas Hartwegianas imprimis Mexicanas 234. 1846. La especie tipo es: Cremosperma hirsutissimum Benth. 
Etimología
El nombre del género deriva de las palabras griegas κρεμαννυμι, kremannymi = "colgar" , y σπερμα, sperma = "semilla"", refiriéndose a las semillas que colgaba de un largo funículo.

## Especies
| - Cremosperma álbum - Cremosperma auriculatum - Cremosperma castroanum - Cremosperma cestroides - Cremosperma cinnabarinum - Cremosperma congruens - Cremosperma cotejense - Cremosperma demissum - Cremosperma ecuadoranum | - Cremosperma filicifolium - Cremosperma hirsutissima - Cremosperma hirsutissimum - Cremosperma humidum - Cremosperma ignotum - Cremosperma jucundum - Cremosperma maculatum - Cremosperma minutiflorum - Cremosperma monticola - Cremosperma muscicola | - Cremosperma nobile - Cremosperma occidentale - Cremosperma parviflorum - Cremosperma peruvianum - Cremosperma pusillum - Cremosperma reldioides - Cremosperma rotundatum - Cremosperma serratum - Cremosperma sylvaticum - Cremosperma veraguanum |